# Shades of the Lake
Shades of the Lake (auch: I Wish I Was by That Dim Lake) ist ein taiwanisch-amerikanischer Kurzfilm von Ang Lee aus dem Jahr 1982.

## Handlung
Im Zentrum des Dramas steht der wenig erfolgreiche Schauspieler Vic, der zwischen seinen Träumen und dem wirklichen Leben hin- und hergerissen ist.

## Hintergrund
Der Film entstand während Lees Studium an der Tisch School of the Arts.  I Wish I Was by That Dim Lake ist ein Gedicht von Thomas Moore.

## Auszeichnungen
Der Film wurde bei den Golden Harvest Awards in Taiwan als bester Kurzfilm ausgezeichnet.